# Wilibald A. Nagel

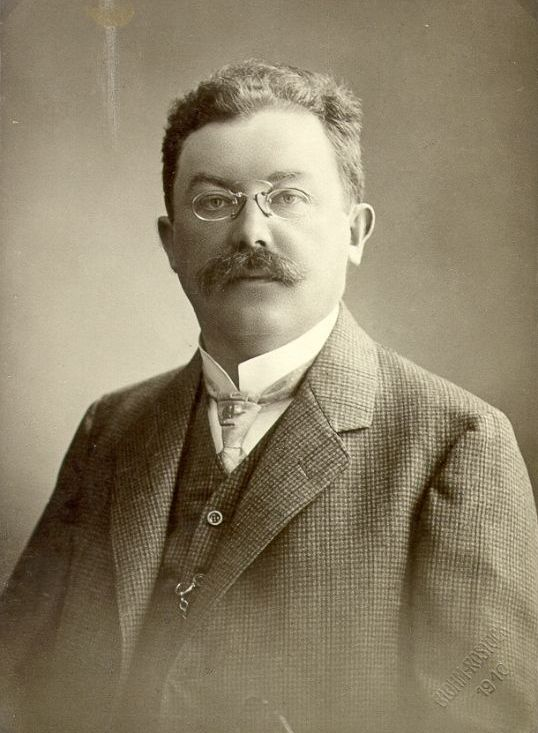
Willibald Nagel, Aufnahme von Fritz Blohm (1910)

Wilibald Arnold Nagel, auch Willibald Nagel (* 19. Juni 1870 in Tübingen; † 13. Januar 1911 in Neubabelsberg) war ein deutscher Sinnesphysiologe, der sich insbesondere mit der Augenoptik beim Menschen befasste.

## Leben

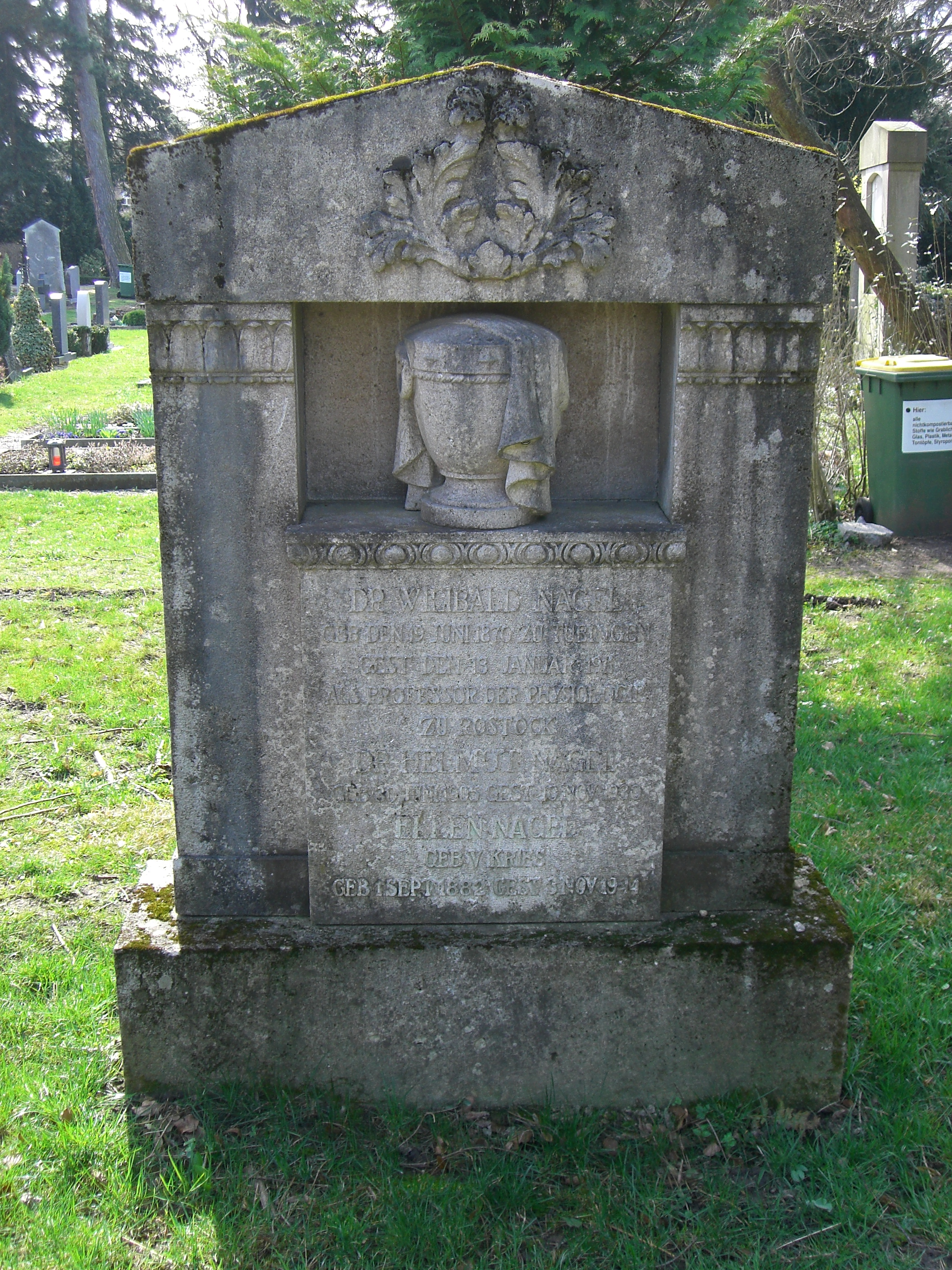
Grab von Wilibald A. Nagel auf dem Hauptfriedhof Freiburg im Breisgau

Wilibald A. Nagel war der Sohn des Augenarztes und ersten Direktors der Tübinger Universitäts-Augenklinik Albrecht Nagel. Er studierte Naturwissenschaften und Medizin und wurde 1891 und 1893 in beiden Fächern promoviert. Er habilitierte sich 1895 an der Albert-Ludwigs-Universität Freiburg unter Johannes von Kries, seinem späteren Schwiegervater. und wurde 1902 außerordentlicher Professor der Physiologie an der Berliner Humboldt-Universität (damals noch Friedrich-Wilhelms-Universität), wo er auch die sinnesphysiologische Abteilung leitete. 1908 wurde er als ordentlicher Professor der Physiologie an die Universität Rostock berufen, musste seine Lehrtätigkeit aus gesundheitlichen Gründen aber schon im Wintersemester 1909/10 aufgeben. Sein Nachfolger in Rostock wurde Hans Winterstein.
Nagel war Herausgeber der Zeitschrift für Sinnesphysiologie. Sein fünfbändiges Handbuch der Physiologie erschien von 1904 bis 1909 in Braunschweig. 1902 hatte er Ellen von Kries, älteste Tochter der Else Wichgraf und des genannten Johannes von Kries, geheiratet, die Witwe lebte in Rostock.

## Erfindungen
Wilibald Nagel entwickelte eine Reihe von Geräten zur Untersuchung der Sehfähigkeit. Bekannt wurden vor allem sein Adaptometer zur Messung der Dunkeladaption und der sogenannte Nagel-Vierling, auch Anomaloskop genannt, mit dem Farbenblindheit untersucht werden konnte.